# Мандрівна Земля (фільм)
«Мандрівна́ Земля́» (кит.: 流浪地球) — китайський науково-фантастичний фільм-катастрофа режисера Франта Гво, створений на основі однойменної повісті Лю Цисіня. Фільм вийшов на екрани 9 лютого 2019 року в Китаї, та 8 лютого 2019 року в США та Австралії. Сервісом Netflix було придбано права на трансляцію в інших країнах, що відбулася 30 квітня 2019 року. «Мандрівна Земля» став другим найкасовішим китайським фільмом в історії після «Воїнів-вовків 2».
Сюжет оповідає про здійснення проєкту «Мандрівна Земля» з переміщення планети від помираючого Сонця до сусідньої зорі. В польоті стається катастрофа, що загрожує звести нанівець усі зусилля людства у власному порятунку. Юнак Лю Пейцян з сестрою в цей час опиняються у вирі подій, де можуть врятувати планету.

## Сюжет
Сонце почало швидкий перехід у фазу червоного гіганта і за 300 років поглине Землю. В 2061 році народи світу об'єдналися для здійснення проєкту «Мандрівна Земля», покликаного перемістити планету до системи Альфи Центавра. По всій Землі було збудовано 11000 термоядерних двигунів, які штовхають планету. Розігнавшись завдяки тяжінню Сонця і Юпітера, Земля вирушить у 2500-річний політ. Життя на поверхні стало неможливим через цунамі, спричинені зупинкою обертання Землі, та віддалення від Сонця. Населення, відібране за лотереєю, проживає в підземних містах під двигунами.
Китайський космонавт Лю Пейцян, вирушаючи в політ, обіцяє своєму малому синові Лю Ци повернутися. Він повинен вирушити на космічну станцію, з якої координується робота двигунів, і пробути там 17 років. В останню ніч перед відльотом він показує Лю Ци Юпітер та розповідає, що він складається з водню, як і паливо ракети. Лю Пейцян каже, що син зможе побачити його як зорю, коли подивиться в небо.
Сімнадцять років по тому місія Лю Пейцяна добігає кінця. Лю Ци живе в підземному місті з батьковим вітчимом Хан Цзяном та його дочкою Хан Дуодуо. З нагоди китайського Нового року Лю Ци бере названу сестру у вилазку на поверхню, якої вони не бачили з дитинства. Вони викрадають вантажівку з допомогою перепустки Хан Цзяна. Та коли вони проїжджають через гори, що розкопуються на паливо для двигунів планети, їх заарештовує поліція. У в'язниці Лю Ци й Хан Дуодуо знайомляться з Тімом. Хан Цзянь намагається визволити їх, підкупивши начальника в'язниці, та його самого кидають за ґрати.
В цей час Земля здійснює маневр навколо Юпітера. Тяжіння планети спричиняє землетруси, що виводять з ладу більшість двигунів і Земля сходить з наміченого курсу, починаючи падіння на Юпітер. Землетрус руйнує в'язницю, скориставшись чим Лю Ци з сестрою, дідусем і Тімом тікають. Вони викрадають вантажівку, на якій сподіваються потрапити додому, та дорогою її реквізує рятувальна команда на чолі з Ван Лей. Вантажівку спрямовують в Гуанчжоу, аби перезапустити тамтешній двигун з допомогою ядра запуску. В руїнах Шанхаю вони втрачають вантажівку через спричинений землетрусом розлом. Ядро доводиться тягнути власними силами. При спробі врятувати вантаж, Хан Цзянь гине в Шанхайській вежі. Вцілілі знаходять нову вантажівку з інженером Лі Її, котрий переконує їх перевезти ядро до двигуна на Сулавесі, що також потребує перезапуску.
На космічній станції штучний інтелект MOSS наказує екіпажу лягти в камери гібернації для заощадження енергії. Лю Пейцян, не бажаючи покидати людей на Землі без допомоги, обдурює MOSS і виявляє, що станція віддаляється від Землі за наміченим курсом — в напрямку Альфи Центавра. Він пробуджує колегу Макарова, з яким намагається повернути станцію до Землі. Під час виходу у відкритий космос решта екіпажу станції гине через осколки.
Група Лю Ци приїжджає на Сулавесі, де бачить, що двигун вже відновлений, як і більшість інших двигунів. Але тяжіння Юпітера надто велике, і Земля продовжує падати. MOSS повідомляє, що проєкт «Мандрівна Земля» провалився і входить в дію проєкт «Геліос». За ним, станція з вантажем ембріонів, зразків ДНК земних істот, і культурним надбанням людства продовжить політ аби відродити цивілізацію на планеті Альфи Центавра. Штучний інтелект закликає землян провести останні години перед загибеллю з рідними.
Між Землею та Юпітером формується колона з атмосфер обох планет. Лю Ци, згадавши батькові слова перед відльотом, придумує вихід — підпалити суміш юпітеріанського водню та земного кисню з допомогою двигунів. Унаслідок вибуху Землю буде виштовхнуто на новий курс. Лю Ци, Хан Дуодуо, Тім, Ван Лей та Лі Її вирушають до двигуна Сулавесі. Їм вдається налаштувати двигун на залп заввишки 70 тис. км, та ударник двигуна через землетрус не працює. Хан Дуодуо звертається до всіх небайдужих допомогти і на заклик відгукуються десятки рятувальних команд. Прибувши до двигуна, вони вручну утримують запальник, поки залп не досягне потрібної висоти.
Проте висоти все одно бракує і тоді Лю Пейцян вирішує спрямувати станцію у залп, щоб вибух палива на борту зачепив хмару водню. MOSS не дає цього зробити, тоді Лю Пейцян підпалює його мейнфрейм горілкою Макарова і станція переходить під ручне керування. Він виходить на зв'язок із сином та просить вибачити за те, що не дотримався обіцянки повернутися. Лю Ци бачить вибух станції як яскраву зірку.
Вибух змішаних атмосфер виштовхує Землю з тяжіння Юпітера. Поки він не досягнув двигуна і території навколо, Лю Ци з Хан Дуодуо та Тімом тікають до підземного міста. Вибух накриває їх, Тім зачеплюється за трубу над проваллям, а Лю Ци з Хан Дуодуо падають з висоти, проте рятуються завдяки надувній рятувальній кулі.
За три роки по тому Земля продовжує політ. Лю Ци, Хан Дуодуо та Тім вже офіційно стають екіпажем вантажівки та вирушають на роботу на поверхні.

## В ролях
- Цюй Чусяо — Лю Ци (刘启)
- Лі Гуанцзе — капітан Ван Лей (王磊)
- Нг Ман-Тат — Хан Цзян (韩子昂)
- Чжао Цзиньмай — Хан Дуодуо (韩朵朵)
- Ву Джін — Лю Пейцян (刘培强)
- Аркадій Шароградський — Макаров
- Майк Сю — Тім
- Цюй Цзинцзін — Чжоу Цянь (周倩)
- Чжан Ічі — Лі Її (李一一)
- Ян Хаоюй — Хе Лянке (何连科)
- Лі Хончень — Чжан Сяоцян (张小强)
- Ян І — Ян Цзе (杨捷)
- Цзян Чжиган — Чжао Чжиган (赵志刚)
- Чжан Хуань — Хуан Мін (黄明)

## Оцінки й відгуки
Фільм зібрав переважно позитивні відгуки. На агрегаторі RottenTomatoes він отримав рейтинг 70 % на основі 40-а відгуків. На IMDb середня оцінка склала 6,1 бали з 10.
Згідно «The Hollywood Reporter», візуал фільму компенсує невиразність головного героя, але «Це, в підсумку, дуже конфуціанська історія про доброчесного батька, розбишакуватого сина, що зрештою розуміє його, і пару, що діє задля вищого блага на шляху допомоги. „Мандрівна Земля“ знає, що це таке і залишається вірною цьому». Фільм досяг того, чого не зміг значно відоміший «Велика стіна» Чжана Імоу — завоювати світову авдиторію.
В огляді «Variety» зазначалося, що «„Мандрівна Земля“, мабуть, найбільш вражає своєю відсутністю націоналізму та пропаганди», а не костюмами, режисурою та графікою. Фільм має чудові краєвиди космосу і технічна майстерність у цілому дозволяє пробачити недоліки, тоді як чітка тема фільму про колективні людські зусилля, які переважають дії окремих людей, навряд чи потребує такого музичного підкреслення, як це було зроблено в цьому фільмі.
«Indie Wire» стверджувалося, що хоча «Мандрівна Земля» і зібрала велику касу, фільм містить численні запозичення з інших блокбастерів, від «Чужого» до «Космічної Одіссеї», «Пекла» та «Гравітації». При цьому відсутні чіткі арки персонажів, драматичні моменти. Проте фільм можна назвати «найамериканськішим з найкасовіших фільмів Китаю» і його не завжди вдалі намагання позмагатися з Голлівудом легко пояснюються тенденціями самого Голлівуду.
«Мир фантастики» вказав, що «Мандрівна Земля» має явні паралелі з романом Френсіса Карсака «Втеча Землі».